# Martina Fritschy
Martina Fritschy, född den 22 juli 1983, är en schweizisk orienterare som tog VM-brons i stafett 2006 samt NM-silver i stafett 2007.